# ۶۸۹ (خورشیدی)
۶۸۹ ششصد و هشتاد و نهمین سال هجری خورشیدی است.

## درگذشتگان
- ۲۶ بهمن یا ۳ اسفند - قطب الدین کازرونی، (زادروز: ۶۱۴)، پزشک، فیزیک‌دان، منجم و کاشف بزرگ ایرانی